# Grabado en madera

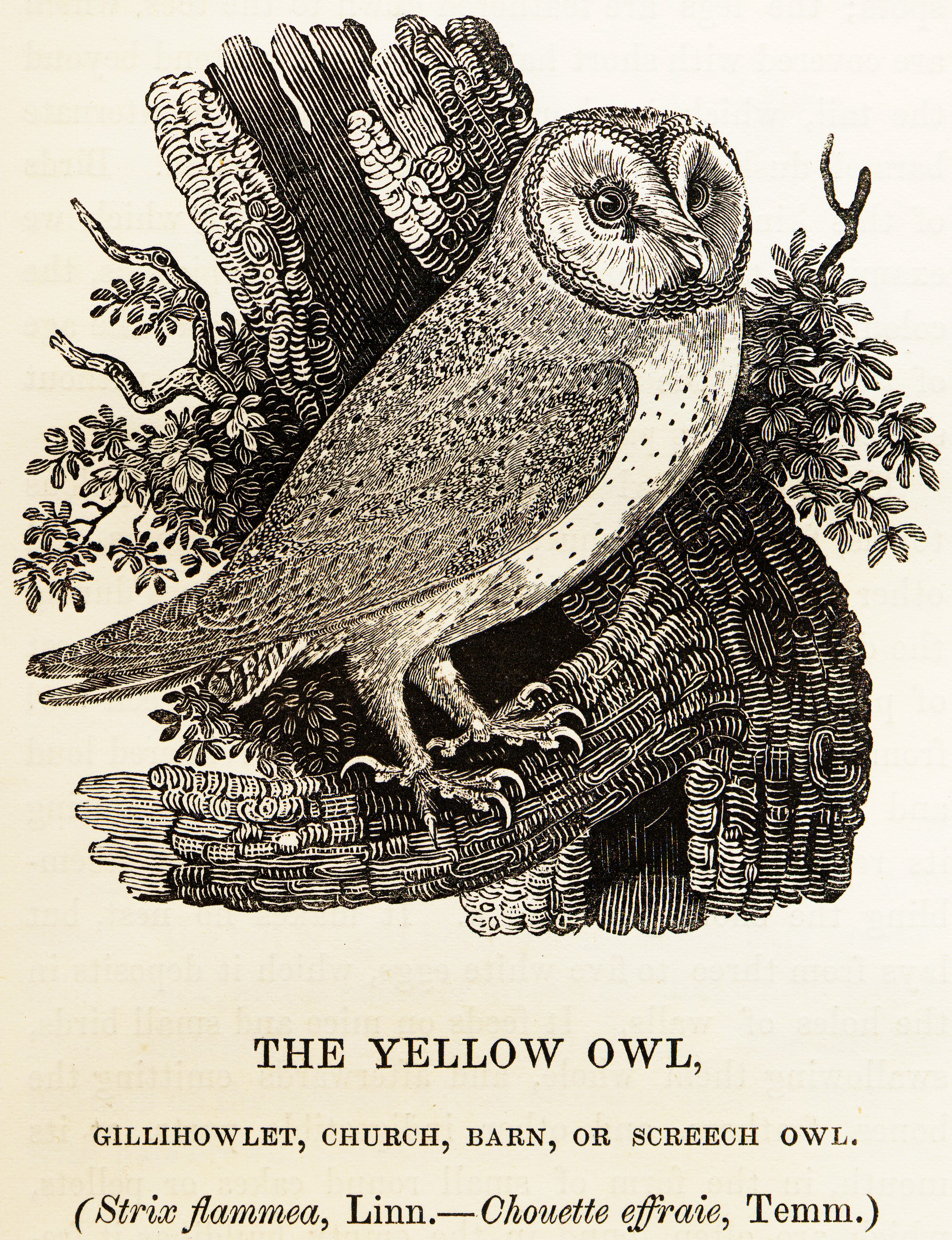
Bewick - Kerkuil: Historia de las aves británicas (1847)

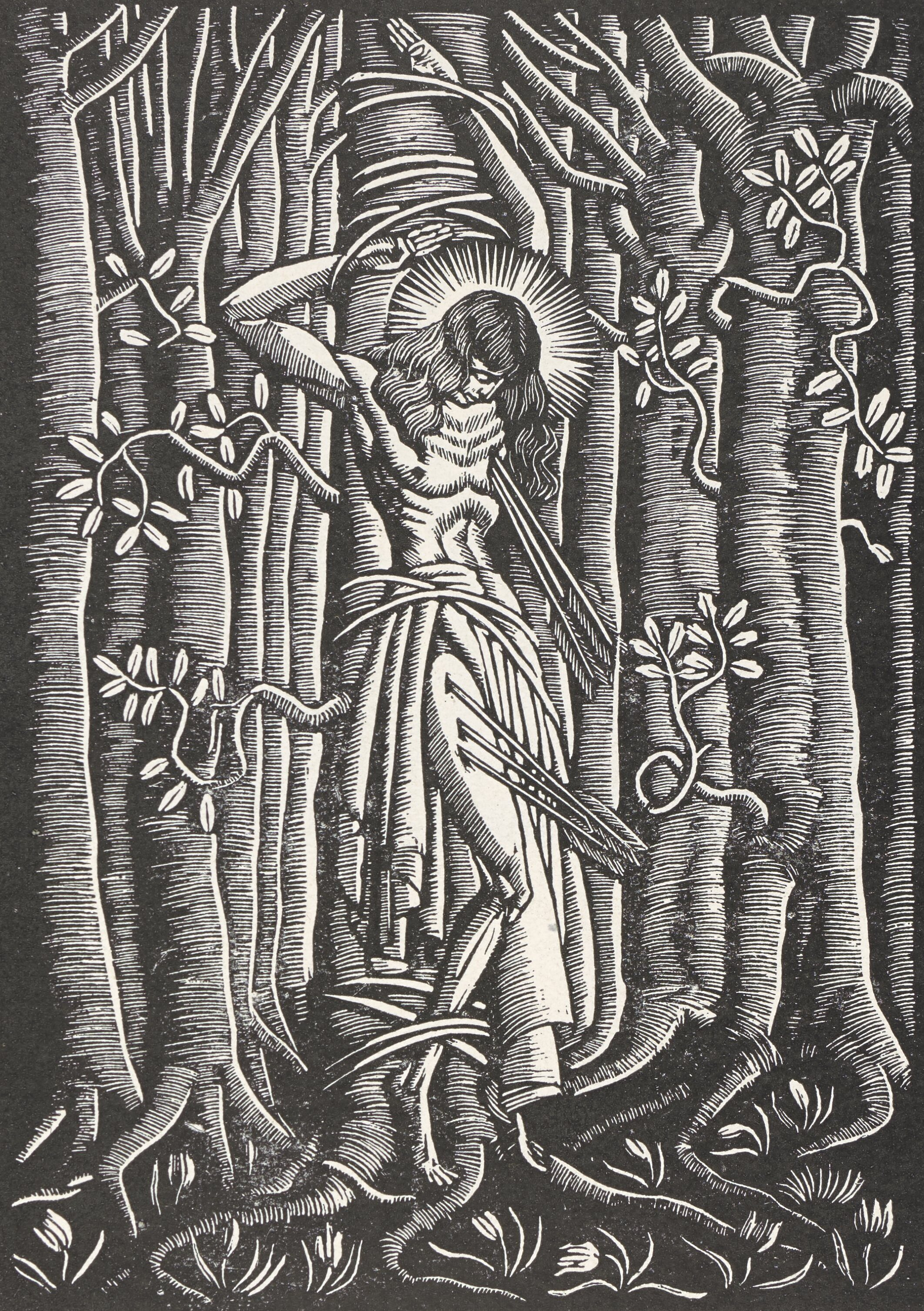
Władysław Skoczylas: San Sebastián, 1915

El grabado en madera es una técnica de grabado que experimentó un gran apogeo en el siglo XIX. Hay diferencias esenciales de características entre un grabado en madera y una xilografía: la xilografía se realiza sobre una plancha de madera blanda usando gubias u otros elementos de corte, mientras que en un grabado en madera el artista realiza la matriz esgrafiando un bloque de madera mediante el empleo de buriles, y llega a crear un dibujo muy sofisticado que produce por lo general un resultado de trazo más grueso. Los grabados en madera son generalmente pequeños y alcanzan una escala de grises con gran eclosión.

## Diferencia funcional con la xilografía
Funcionalmente, en el grabado en madera se utiliza la impresión en relieve, en la que se aplica la tinta a la cara del bloque y se imprime usando una presión relativamente baja. Por el contrario, tanto en la xilografía como en el grabado ordinario se usa una placa como matriz y se imprime por el método de huecograbado, en el cual la tinta llena los valles o huecos del grabado, y se deposita luego sobre el papel, al prensarlo. Como resultado, además de conseguirse un blanco sobre negro distintivo, las impresiones hechas con grabados en madera se deterioran a una velocidad mucho menor que las elaboradas con xilografía o con placa de cobre.

## Historia
El grabado en madera fue desarrollado por Thomas Bewick, artista gráfico inglés que vivió entre los siglos XVIII y XIX. Su nueva técnica de impresión, en la que utilizaba un buril en lugar de cuchillo, sustituyó el grabado de cobre porque era mucho más simple y más barato (en este orden de importancia). Los grabados en madera constituían un cliché para su uso en la impresión en prensas gráficas.
Se utilizaron principalmente para la fabricación de imágenes de divulgación científica, con sutiles tonos de gris. Ilustradores de libros populares como Gustave Doré realizaron dibujos de gran detalle en múltiples grabados en madera.

## Grabado en madera de múltiples colores
Cada color se tenía que hacer en un bloque separado, que tenía que encajar con el bloque preexistente, con gran exactitud para cada nuevo color.
Escher, grabador de madera holandés, trabajó con múltiples colores. También desarrolló esta técnica Nicolaas Johannes Bernardus Bulder, en la provincia holandesa de Groningen.

## Lista de artistas

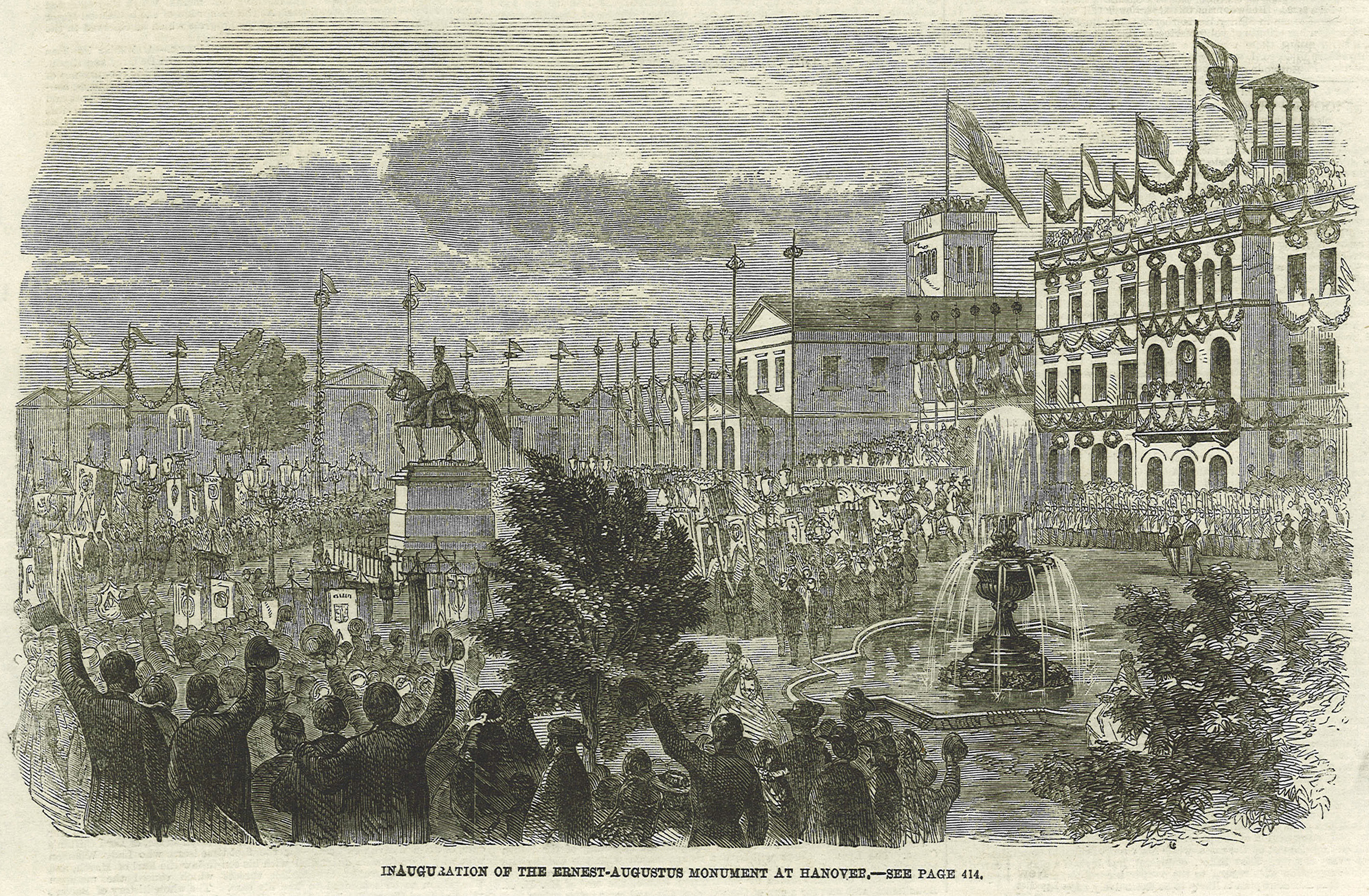
Grabado de madera en The Illustrated London News, de 1861.

- Thomas Bewick
- Nico Bulder
- John Buckland Wright
- Maurits Cornelio Escher.
- Fritz Eichenberg
- Cornelis Labots
- Marcos Severin